# Meditrina

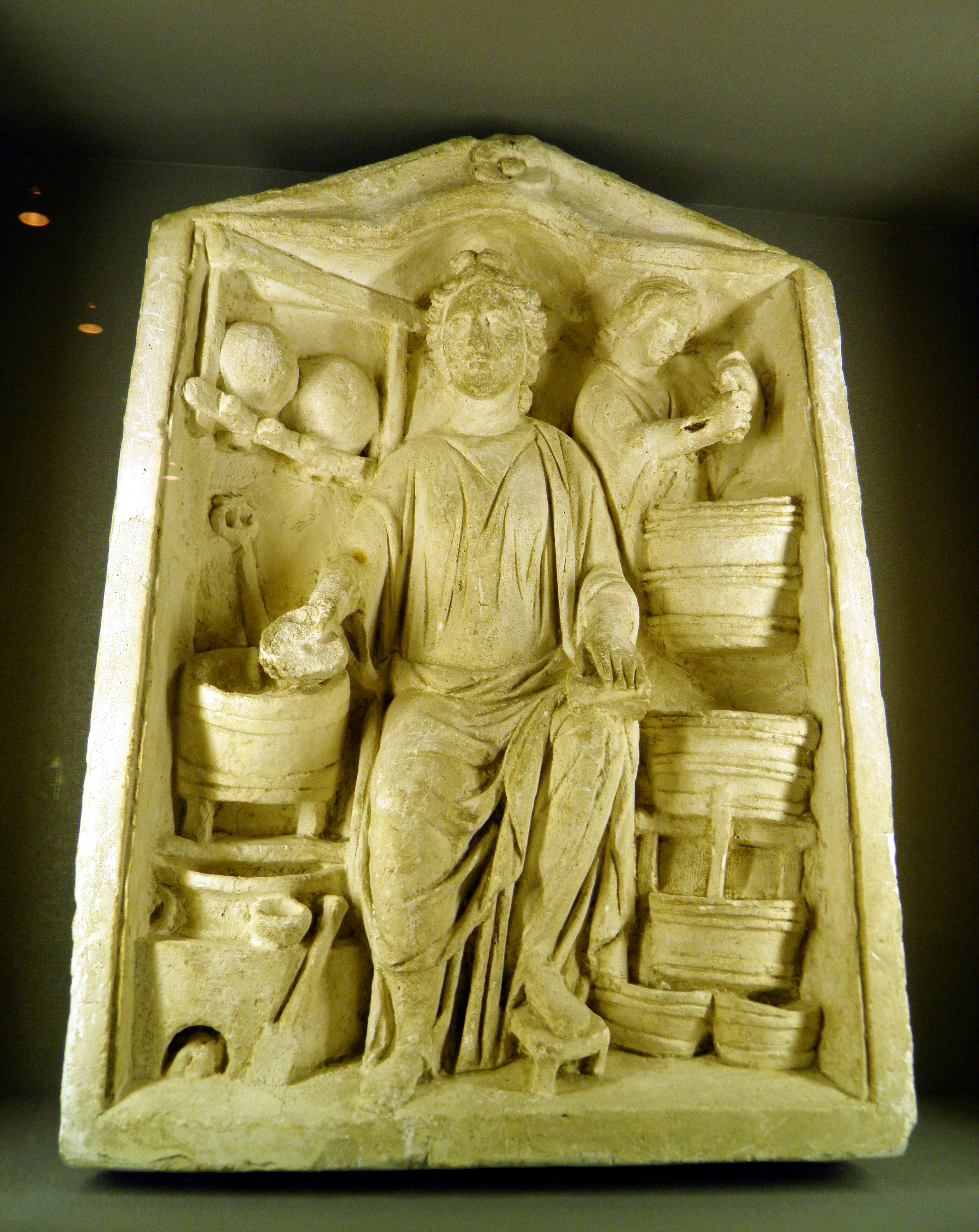
Relieve de Meditrina

Se llama Meditrina, en la mitología romana, a una diosa asociada al vino a la que se le atribuyen dotes curativas, según Festo.
En su honor se celebraban las Meditrinalias,  unas fiestas que tenían lugar a principios de octubre y cuya ceremonia consistía en beber una porción de vino nuevo y viejo a la vez, mientras se exclamaba bebo vino nuevo y viejo; me curo de las enfermedades nuevas y viejas.
Era hermana de Higía y asociada con la diosa griega Yaso. Se tenía por diosa de la salud. La diferencia con Higía, también diosa de la medicina, es que mientras esta preservaba la buena salud, Meditrina la curaba.  